# Francesc de Paula Sánchez i Gavagnach
Francesc de Paula Sánchez i Gavagnach (Barcelona, 6 de febrer de 1845- Barcelona, 12 de setembre del 1918) fou un compositor català.
Fill de Francesc Sánchez i Macià impresor i professor d'idiomes natural de Barcelona i de Maria Anna Gavañach i Maymó natural de Torelló. El 1852 ingressà en la Capella de Música de la parròquia de Santa Anna, on estudià solfeig i piano sota la direcció del mestre Llorens. Fou matriculat alumne del Conservatori d'Isabel II el 1857, guanyant un primer premi en els exàmens del 1861 i que foren presidits pel professor Francesc Valldemosa. Estudià al conservatori del Liceu amb Gabriel Balart. El 1867 estrenà la seva primera òpera, Rahabba, al Gran Teatre del Liceu. Amplià estudis amb Daniel Auber a París (1869-1871). De retorn a Barcelona, el 1881 estrenà l'òpera La cova dels orbs. Compongué diverses obres per a lluïment dels seus alumnes en els festivals de final del curs del conservatori: Humorada, per a sis pianos a quatre mans, El diablo en Ginebra (1895), per a conjunt de corda, piano i harmònium, i un gran nombre de peces vocals (Aprime d'amore (1893), La palma (1894), La salutación angélica (1896), Ni mai que l'hagués vist (1896), Cançó dels aucells (1898), La zíngara i Carta a Paquita (1899), A la non-non i Són mos amics (1900), Balada catalana (1903). També se cita d'ell una altra òpera en un acte, La messagiera (1899).
Fou professor de teoria musical i de conjunt del Conservatori del Liceu, que dirigí des del 1893 fins al seu traspàs el 1918. Entre els seus alumnes cal destacar Frank Marshall i Lluïsa Casagemas.
Deixà peces per a cant i piano (que ell anomenà simfomeles), música religiosa, una Teoría de la música (1888) i un Tratado de harmonía (1899).